# Данковський Артем Олександрович
Артем Олександрович Данковський (нар. 17 жовтня 2000) — український футболіст, півзахисник новокаховської «Енергії».

## Життєпис
Вихованець дніпровського УФК. У ДЮФЛУ також виступав за київський «Арсенал». Дорослу футбольну кар'єру розпочав 2017 року в аматорському колективі «Дніпро» (Каховка). Наступного року захищав кольори іншого аматорського колективу, «Кранау» (Високопілля).
Наприкінці лютого 2019 року перебрався в «Енергію». У футболці новокаховського клубу дебютував 6 квітня 2019 року в переможному (2:0) домашньому поєдинку 18-о туру групи Б Другої ліги проти «Миколаєва-2». Артем вийшов на поле на 71-й хвилині, замінивши Владиславав Вакулінського. Дебютним голом у дорослому футболі відзначився 23 жовтня 2019 року на 37-й хвилині переможного (3:1) домашнього поєдинку 17-о туру групи Б Другої ліги проти одеського «Реал Фарма». Данковський вийшов на поле в стартовому складі та відіграв увесь матч.